# مفاعل كاروليناس-فرجينيا للأنابيب
مفاعل كاروليناس - فرجينيا للأنابيب والمعروف أيضًا باسم محطة بار النووية، هو عبارة عن مفاعل تجريبي للطاقة النووية يعمل بواسطة الماء الثقيل المضغوط، في ساوث كارولينا بمقاطعة فيرفيلد.

## نبذة
تم بناؤه وتشغيله من قبل شركة كاروليناس فرجينيا للطاقة النووية. كان المفاعل عبارة عن مفاعل اختبار صغير، قادر على توليد 17 ميجاوات من الكهرباء. تم العمل به رسميًا في ديسمبر 1963 وأخرج من الخدمة في يناير 1967.

## التخصيب
تتميز المفاعلات التي تستخدم الماء الثقيل بعدد من المزايا بسبب تحسن الاقتصاد النيوتروني. حيث يسمح للمفاعل بالعمل على أنواع الوقود التي لا تعمل في مفاعلات الماء الخفيف. يستخدم المفاعل على سبيل المثال، التخصيب البسيط بين 1.5% و 2% ، مقارنة بـ 3% إلى 5% للتصاميم التقليدية. هذا يعني أن تكاليف الوقود قليلة.